# Posad
Un posad (en ruso: посáд) era un asentamiento o campamento popular en la Rusia de los siglos X y XV, a menudo rodeado por murallas y un foso. Estaba frecuentemente adjunto a un monasterio, a una ciudad o a un kremlin, pero fuera de estos. Estaba habitado por artesanos y mercantes, conocidos como posadskie liudi (gente del posád).
En el Imperio Ruso, un posád era un asentamiento semiurbano. 
Un gran número de posáds evolucionaron a asentamiento urbanos. Aquellos que se encontraban al lado de un kremlin, a menudo, transmitían su topónimo, tales como Nagorny Posad, y Kazanski Posad para el centro histórico de Kazán. Y aquellos cercanos a monasterios,  evolucionaron a ciudades y frecuentemente tomaban el nombre del monasterio o de antiguos asentamientos de la zona, verbigracia, Sérguiev Posad es llamado así por su cercanía al Monasterio de la Trinidad y San Sergio. Otros ejemplos son, Pavlovski Posad, Marinski Posad y Gavrílov Posad.